# 1993 في بيرو
فيما يلي قوائم الأحداث التي وقعت خلال عام 1993 في بيرو.

## رياضة
- 1 يناير – الدوري البيروفي لكرة القدم 1993 الفائز نادي يونيفرسيتاريو.
- 1 يناير – بطولة أمريكا الجنوبية لألعاب القوى 1993
- 1 يناير – دوري الدرجة الثانية البيروفي 1993 الفائز Ciclista Lima Association [الإنجليزية]‏.
- 1 يناير – كوبا بيرو 1993 الفائز Aurich–Cañaña [الإنجليزية]‏.

## مواليد

### مارس
- 7 مارس – دييغو تشافيز لاعب كرة قدم بيروفي.

### يونيو
- 9 يونيو – جيان ديزا لاعب كرة قدم بيروفي.
- 10 يونيو – كيفن راميريز

### سبتمبر
- 17 سبتمبر – يوردي رينا لاعب كرة قدم بيروفي.

### أكتوبر
- 19 أكتوبر – كيمبرلي غارسيا رياضية بيروفية.

### ديسمبر
- 11 ديسمبر – بريندا يوريبا لاعبة كرة طائرة بيروفية.
- 17 ديسمبر – باتريسيا كو فلوريس لاعبة كرة مضرب بيروفية.

## وفيات

### يونيو
- 1 يونيو – ماورو مينا (مواليد 1933) ملاكم بيروفي.

### أكتوبر
- 1 أكتوبر – سيغوندو كاستيلو فاريلا (مواليد 1913) لاعب كرة قدم بيروفي.